# إدوارد إل. ألين
إدوارد إل. ألين (بالإنجليزية: Edward L. Allen) هو مصور أمريكي، ولد في 1830، وتوفي في 1914.

## معرض صور

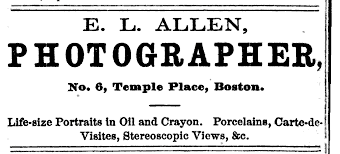
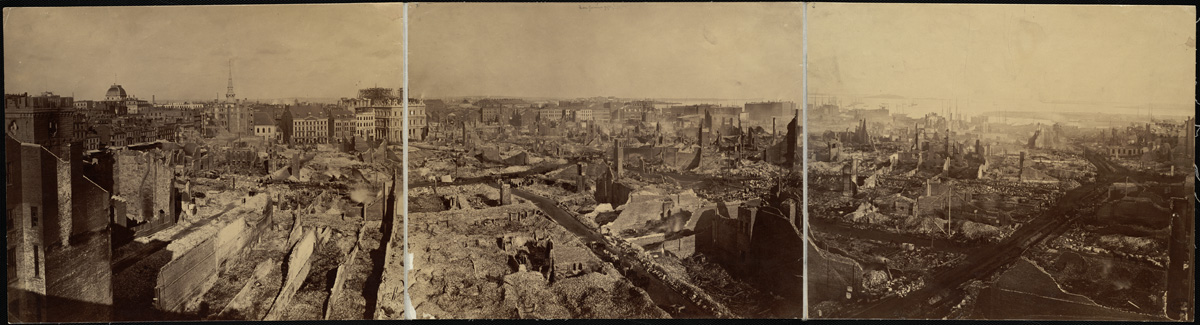
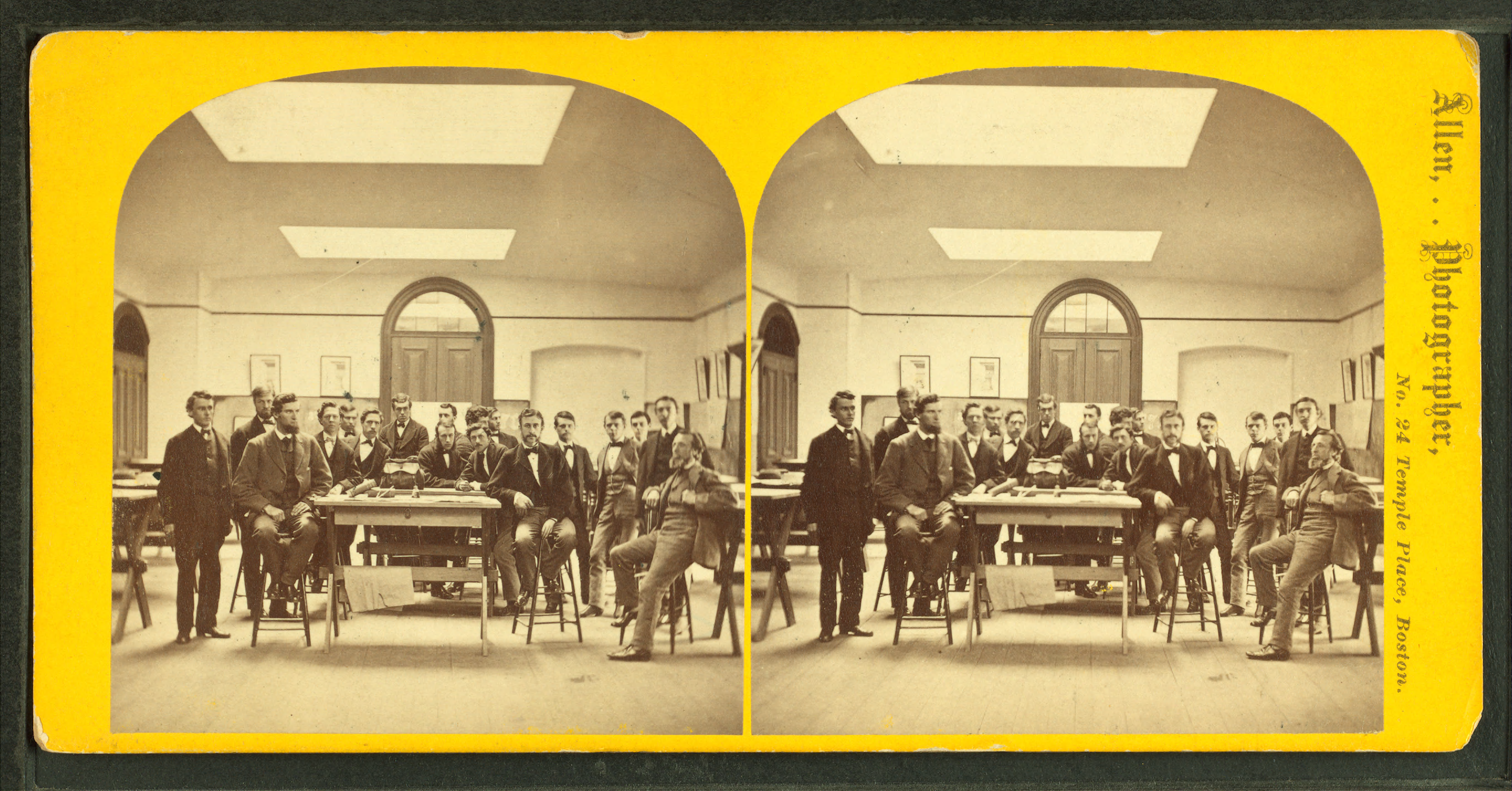
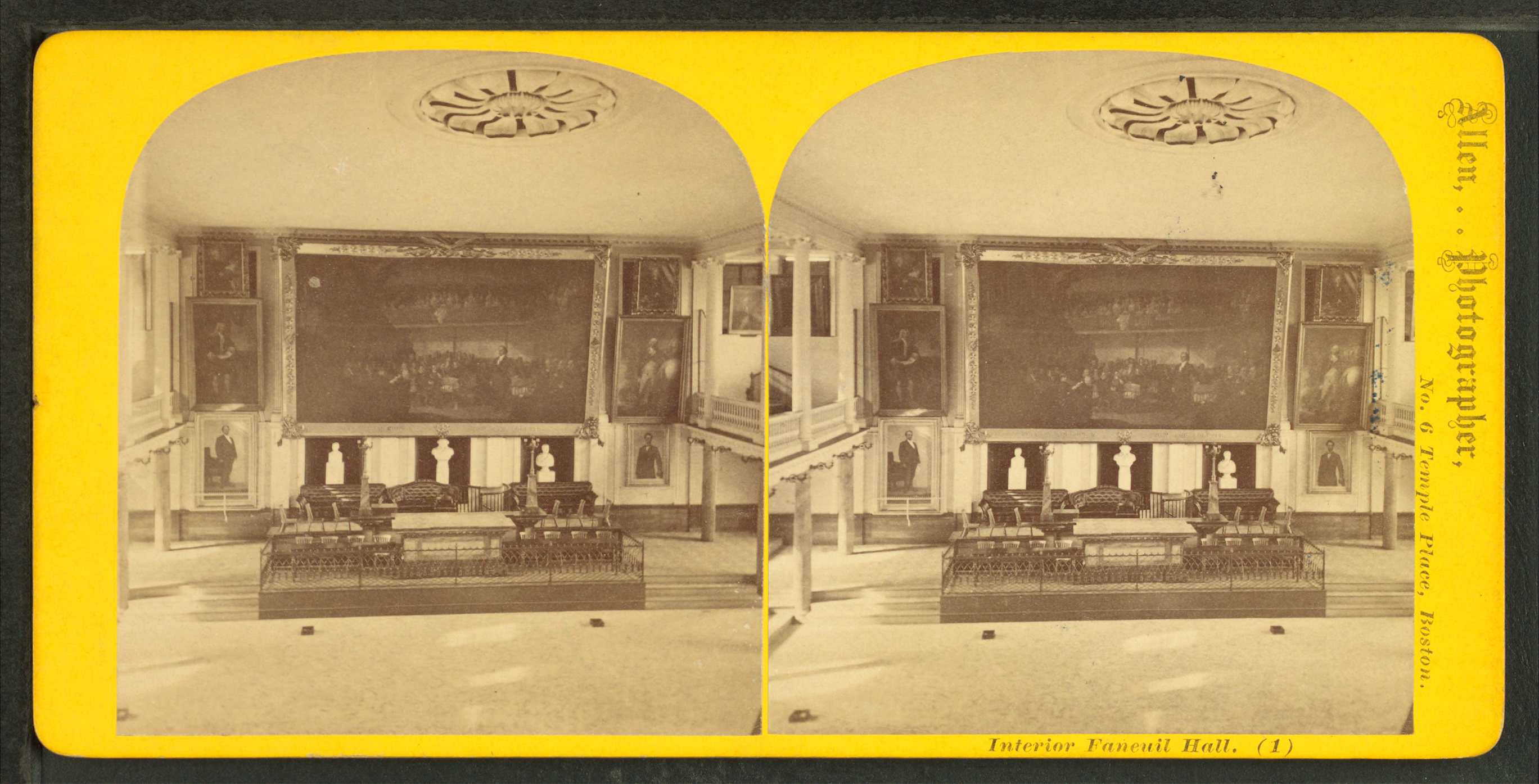